# Ota I. Bavorský (1848–1916)
Ota Vilém Luitpold Vojtěch Valdemar Wittelbašský, německy Otto Wilhelm Luitpold Adalbert Waldemar von Wittelsbach (27. dubna 1848 v Mnichově – 11. října 1916 zámek Fürstenried) byl od roku 1886 do roku 1913, kdy byl sesazen, bavorský král. Protože nebyl kvůli své duševní nemoci nikdy schopný vládnout, zastupoval ho v letech 1886–1912 jako princ regent jeho strýc Luitpold a od roku 1912 do roku 1913 jeho bratranec Ludvík.

## Život

### Dětství a mládí

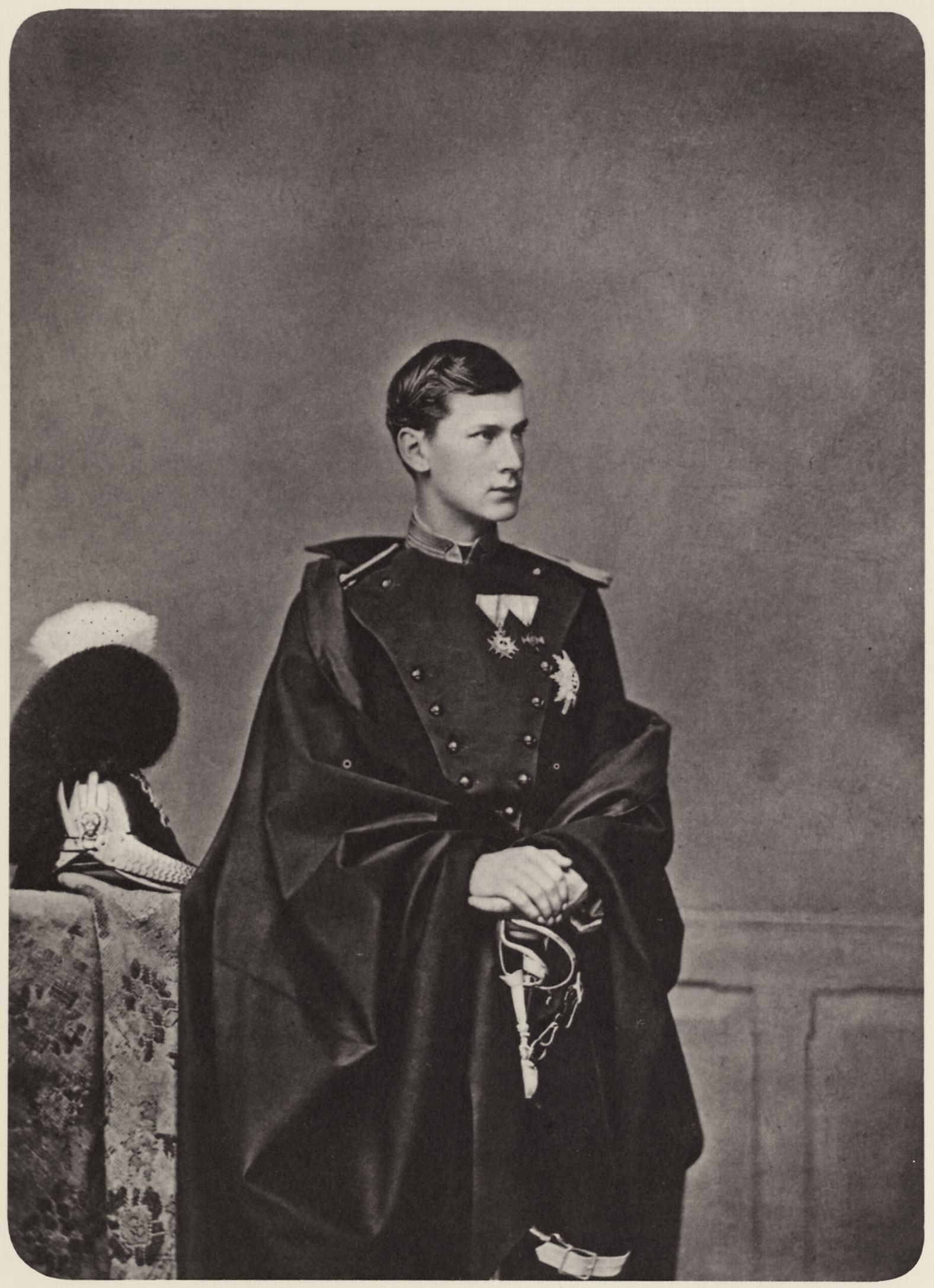
Ota Bavorský okolo roku 1875.

Princ Ota se narodil v mnichovské rezidenci 27. dubna 1848, neplánovaně o dva měsíce dříve. Jeho rodiči byli král Maxmilián II. Bavorský a Marie Frederika Pruská. Ota již měl staršího bratra, korunního prince Ludvíka. Otovým kmotrem se stal jeho strýc, král Ota I. Řecký.
27. dubna 1863 byl Ota jmenován podporučíkem, a 1. března 1864 započal jeho vojenský výcvik. 26. května 1864 byl povýšen do hodnosti nadporučíka. Mezitím, 10. března 1864 vstoupil po smrti svého otce na trůn jeho bratr Ludvík II. Během roku 1865 se u Oty objevily první příznaky duševní poruchy.
S dosažením plnoletosti, 27. dubna 1866 byl Ota povýšen do hodnosti kapitána a převelen do aktivní vojenské služby u bavorské královské pěchoty. Tuto funkci zastával jak během prusko-rakouské války v roce 1866, tak během prusko-francouzské války v letech 1870–1871.
Krátce po skončení německo-francouzské války se začala Otova duševní nemoc zhoršovat. Od roku 1871 se vyhýbal kontaktu s cizími lidmi. Byl dán pod lékařský dohled, a o jeho stavu byl informován říšský kancléř Otto von Bismarck. Od roku 1872 byl Ota oficiálně označován za choromyslného, a od roku 1873 držen v izolaci v jižní části zámku Nymphenburg. Hlavním odborníkem na duševní nemoci v Bavorsku byl tehdy Dr. Bernhard von Gudden, který ve svém odborném posudku z roku 1873 Otovu duševní nemoc potvrdil. Od 1. června 1876 se na nařízení svých lékařů zdržoval na zámku Ludwigsthal. Poté, co jeho stav ještě jednou výrazně zhoršil na jaře 1880, měl doživotně zůstat na právě zrekonstruovaném zámku Fürstenried u Mnichova.

### Bavorský král

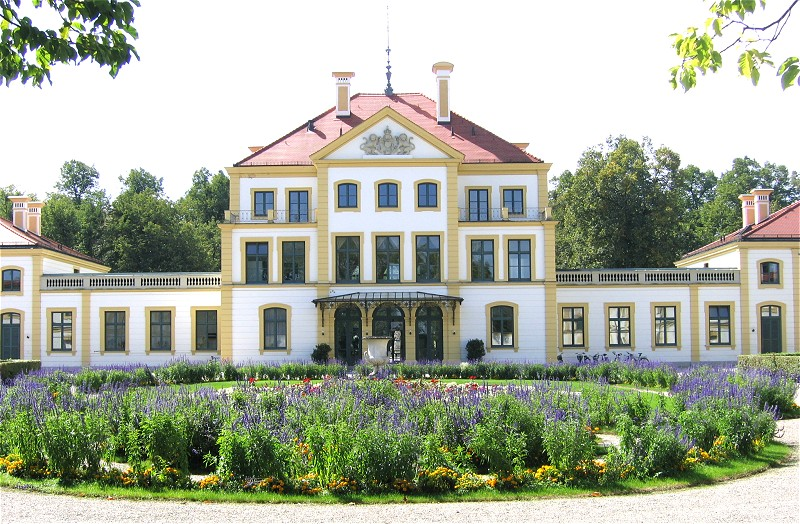
Zámek Fürstenried, kde Ota zemřel.

Když byl 10. června 1886 král Ludvík II. zbaven svým ministrem svéprávnosti, převzal vládu nad Bavorskem jako princ regent jeho strýc Luitpold (jeho oficiální titul v této funkci byl „Správce Bavorského království“). Jen tři dny po této události, 13. června 1886, přišel Ludvík II. za nevyjasněných okolností o život. Podle zákona se tak stal od tohoto data bavorským králem Ota. Protože ten ale nebyl kvůli své nemoci schopný vládnout (oficiálně byl nazýván „Trudnomyslným králem“), vládl Luitpold jako princ regent i nadále. I přes to, že král Ota obdržel zprávu o svém nástupnictví, úřadu se nechopil, a uznal Luitpolda jako řádného krále.
Po Luitpoldově smrti, 12. prosince 1912, se jako princ regent ujal vlády jeho syn Ludvík. V listopadu 1913 byla vládou změněna bavorská ústava tak, aby v případě, kdy by vladař nemohl kvůli nemoci vykonávat svůj úřad, se mohl stát oficiálním králem jeho nástupce. Díky této změně zákona se stal 5. listopadu 1913 dosavadní princ regent regulérním bavorským králem, jako Ludvík III. Otovi však bylo dovoleno zachovat si všechny královské pocty a tituly.
11. října 1916 Ota nečekaně umírá vinou zauzlení střev. O tři dny později, 14. října, je pochován v hrobce kostela sv. Michaela v Mnichově, poblíž hrobky jeho bratra, Ludvíka II.

## Zajímavosti
Byl ztvárněn ve filmu Ludwig II. – Glanz und Ende eines Königs (1954)

## Vývod z předků
|                   |                                              |  |                     |                                              |  |  |  |  |  |  |  | Fridrich Michal Falcko-Zweibrückenský |
|                   |                                              |  |                     |                                              |  |  |  |  |  |  |  |                                       |
|                   | Maxmilián I. Josef Bavorský                  |  |                     |                                              |  |  |  |  |  |  |  |                                       |
|                   |                                              |  |                     |                                              |  |  |  |  |  |  |  |                                       |
|                   |                                              |  |                     | Marie Františka Falcko-Sulzbašská            |  |  |  |  |  |  |  |                                       |
|                   |                                              |  |                     |                                              |  |  |  |  |  |  |  |                                       |
|                   | Ludvík I. Bavorský                           |  |                     |                                              |  |  |  |  |  |  |  |                                       |
|                   |                                              |  |                     |                                              |  |  |  |  |  |  |  |                                       |
|                   |                                              |  |                     | Jiří Vilém Hesensko-Darmstadtský             |  |  |  |  |  |  |  |                                       |
|                   |                                              |  |                     |                                              |  |  |  |  |  |  |  |                                       |
|                   | Augusta Vilemína Marie Hesensko-Darmstadtská |  |                     |                                              |  |  |  |  |  |  |  |                                       |
|                   |                                              |  |                     |                                              |  |  |  |  |  |  |  |                                       |
|                   |                                              |  |                     | Luisa Leiningensko-Heidesheimská             |  |  |  |  |  |  |  |                                       |
|                   |                                              |  |                     |                                              |  |  |  |  |  |  |  |                                       |
|                   | Maxmilián II. Bavorský                       |  |                     |                                              |  |  |  |  |  |  |  |                                       |
|                   |                                              |  |                     |                                              |  |  |  |  |  |  |  |                                       |
|                   |                                              |  |                     | Arnošt Fridrich III. Sasko-Hildburghausenský |  |  |  |  |  |  |  |                                       |
|                   |                                              |  |                     |                                              |  |  |  |  |  |  |  |                                       |
|                   | Fridrich Sasko-Altenburský                   |  |                     |                                              |  |  |  |  |  |  |  |                                       |
|                   |                                              |  |                     |                                              |  |  |  |  |  |  |  |                                       |
|                   |                                              |  |                     | Ernestina Sasko-Výmarská                     |  |  |  |  |  |  |  |                                       |
|                   |                                              |  |                     |                                              |  |  |  |  |  |  |  |                                       |
|                   | Tereza Sasko-Hildburghausenská               |  |                     |                                              |  |  |  |  |  |  |  |                                       |
|                   |                                              |  |                     |                                              |  |  |  |  |  |  |  |                                       |
|                   |                                              |  |                     | Karel II. Meklenbursko-Střelický             |  |  |  |  |  |  |  |                                       |
|                   |                                              |  |                     |                                              |  |  |  |  |  |  |  |                                       |
|                   | Šarlota Georgina Meklenbursko-Střelická      |  |                     |                                              |  |  |  |  |  |  |  |                                       |
|                   |                                              |  |                     |                                              |  |  |  |  |  |  |  |                                       |
|                   |                                              |  |                     | Frederika Hesensko-Darmstadtská              |  |  |  |  |  |  |  |                                       |
|                   |                                              |  |                     |                                              |  |  |  |  |  |  |  |                                       |
| 'Ota I. Bavorský' |                                              |  |                     |                                              |  |  |  |  |  |  |  |                                       |
|                   |                                              |  |                     |                                              |  |  |  |  |  |  |  |                                       |
|                   |                                              |  | August Vilém Pruský |                                              |  |  |  |  |  |  |  |                                       |
|                   |                                              |  |                     |                                              |  |  |  |  |  |  |  |                                       |
|                   | Fridrich Vilém II.                           |  |                     |                                              |  |  |  |  |  |  |  |                                       |
|                   |                                              |  |                     |                                              |  |  |  |  |  |  |  |                                       |
|                   |                                              |  |                     | Luisa Amálie Brunšvicko-Wolfenbüttelská      |  |  |  |  |  |  |  |                                       |
|                   |                                              |  |                     |                                              |  |  |  |  |  |  |  |                                       |
|                   | Vilém Pruský                                 |  |                     |                                              |  |  |  |  |  |  |  |                                       |
|                   |                                              |  |                     |                                              |  |  |  |  |  |  |  |                                       |
|                   |                                              |  |                     | Ludvík IX. Hesensko-Darmstadtský             |  |  |  |  |  |  |  |                                       |
|                   |                                              |  |                     |                                              |  |  |  |  |  |  |  |                                       |
|                   | Frederika Luisa Hesensko-Darmstadtská        |  |                     |                                              |  |  |  |  |  |  |  |                                       |
|                   |                                              |  |                     |                                              |  |  |  |  |  |  |  |                                       |
|                   |                                              |  |                     | Karolína Falcko-Zweibrückenská               |  |  |  |  |  |  |  |                                       |
|                   |                                              |  |                     |                                              |  |  |  |  |  |  |  |                                       |
|                   | Marie Frederika Pruská                       |  |                     |                                              |  |  |  |  |  |  |  |                                       |
|                   |                                              |  |                     |                                              |  |  |  |  |  |  |  |                                       |
|                   |                                              |  |                     | Fridrich IV. Hesensko-Homburský              |  |  |  |  |  |  |  |                                       |
|                   |                                              |  |                     |                                              |  |  |  |  |  |  |  |                                       |
|                   | Fridrich V. Hesensko-Homburský               |  |                     |                                              |  |  |  |  |  |  |  |                                       |
|                   |                                              |  |                     |                                              |  |  |  |  |  |  |  |                                       |
|                   |                                              |  |                     | Ulrika ze Solms-Braunfels                    |  |  |  |  |  |  |  |                                       |
|                   |                                              |  |                     |                                              |  |  |  |  |  |  |  |                                       |
|                   | Marie Anna Hesensko-Homburská                |  |                     |                                              |  |  |  |  |  |  |  |                                       |
|                   |                                              |  |                     |                                              |  |  |  |  |  |  |  |                                       |
|                   |                                              |  |                     | Ludvík IX. Hesensko-Darmstadtský             |  |  |  |  |  |  |  |                                       |
|                   |                                              |  |                     |                                              |  |  |  |  |  |  |  |                                       |
|                   | Karolína Hesensko-Darmstadtská               |  |                     |                                              |  |  |  |  |  |  |  |                                       |
|                   |                                              |  |                     |                                              |  |  |  |  |  |  |  |                                       |
|                   |                                              |  |                     | Karolína Falcko-Zweibrückenská               |  |  |  |  |  |  |  |                                       |
|                   |                                              |  |                     |                                              |  |  |  |  |  |  |  |                                       |